# Kuria (district)
Kuria is een Keniaans district in de provincie Nyanza. Het district telt 151.887 inwoners (1999) en heeft een bevolkingsdichtheid van 261 inw/km². Ongeveer 1,1% van de bevolking leeft onder de armoedegrens en ongeveer 79,0% van de huishoudens heeft beschikking over elektriciteit.